# Liste des sentiers de grande randonnée de France
Ne doit pas être confondu avec Liste des sentiers de grande randonnée de pays.
Voici une liste des sentiers de grande randonnée de France :

## Sentiers de grande randonnée

### GR numérotés de 1 à 25
| no | Parcours |
| 1  | Tour de Paris Auvers-sur-Oise • Meaux • Crécy-la-Chapelle • Melun • Dourdan • Rambouillet |
| 2  | De Dijon au Havre - La vallée de la Seine Dijon (Côte-d'Or) • Paris • Le Havre (Seine-Maritime) |
| 3  | De La Baule au mont Mézenc - La vallée de la Loire La Baule (Loire-Atlantique) • Guérande (Loire-Atlantique) • le tour de la Brière • Nantes (Loire-Atlantique) • Saumur (Maine-et-Loire) • Orléans (Loiret) • Nevers (Nièvre) • Hautes Chaumes du Forez • le mont Mézenc (Haute-Loire) |
| 4  | De Royan à Grasse Royan (Charente-Maritime) • Limoges (Haute-Vienne) • le Puy-de-Dôme (Puy-de-Dôme) • Saint-Flour (Cantal) • Pont-Saint-Esprit (Gard) • Grasse (Alpes-Maritimes) |
| 5  | De Berg-op-Zoom (Pays-Bas) à Nice Berg-op-Zoom • Hasselt (Limbourg-Belgique) • Liège • Stavelot • Grand-Duché de Luxembourg • Metz (Moselle) • Belfort (Territoire de Belfort) • Chamonix (Haute-Savoie) • Nice (Alpes-Maritimes) |
| 6  | De Langon à Saint-Paul-sur-Ubaye Langon (Gironde) • Sainte-Foy-la-Grande (Gironde) • Conques (Aveyron) • Tarascon (Bouches-du-Rhône) • Forcalquier (Alpes-de-Haute-Provence) • au pied du point culminant du département des (Alpes-de-Haute-Provence) au hameau de Fouillouse de Saint-Paul-sur-Ubaye - 6A - 6B - 6D - 6E                                                                         |
| 7  | Du Ballon d'Alsace à Andorre-la-Vieille le Ballon d'Alsace (Vosges) • Dijon (Côte-d'Or) • Saint-Étienne (Loire) • Lodève (Hérault) • Andorre-la-Vieille (Andorre) |
| 8  | De Saint-Brevin-les-Pins à Sare Saint-Brevin-les-Pins (Loire-Atlantique) •Saint-Jean-de-Monts (Vendée) • non réalisé en Charente-Maritime • en cours d'homologation en Gironde • non homologué dans les Landes • Urt (Pyrénées-Atlantiques) • Sare (Pyrénées-Atlantiques) |
| 9  | De Saint-Amour à Port Grimaud Saint-Amour (Jura) • Grenoble (Isère) • Léoncel (Drôme) • Port Grimaud (Var) |
| 10 | De Hendaye à Banyuls-sur-Mer - La traversée des Pyrénées Hendaye (Pyrénées-Atlantiques) • Cauterets (Hautes-Pyrénées) • Bagnères-de-Luchon (Haute-Garonne) • Mérens-les-Vals (Ariège) • Banyuls-sur-Mer (Pyrénées-Orientales) |
| 11 | Grand Tour de Paris Chantilly • Coulommiers • Provins • Fontainebleau • Chevreuse • Mantes-la-Jolie |
| 12 | D’Amsterdam à Paris Berg-op-Zoom (Pays-Bas) • Bruxelles (Belgique) • Pierrefonds (Oise) • Paris (France) |
| 13 | De Fontainebleau à Bourbon-Lancy Fontainebleau (Seine-et-Marne) à Bourbon-Lancy (Saône-et-Loire) |
| 14 | De Paris à Malmedy – « Sentier de l'Ardenne » Paris (Île-de-France) • Boissy-Saint-Léger (Val-de-Marne) • Gretz-Armainvilliers (Seine-et-Marne) • Mortcerf (Seine-et-Marne) • Saint-Augustin (Seine-et-Marne) (Seine-et-Marne) • Saint-Rémy-la-Vanne (Seine-et-Marne) • Verdelot (Seine-et-Marne) • Nogent-l'Artaud (Aisne) • Châlons-en-Champagne (Marne) • Sedan (Ardennes) • Malmedy (Belgique) |
| 15 | En France : D'Alfortville au lac du Der-Chantecoq – « La vallée de la Marne » En Belgique et en Allemagne : De Montjoie à Martelange, prolongement jusqu'à Arlon |
| 16 | D'Arlon à Monthermé – « Sentier de la Semois » |
| 20 | De Calenzana à Conca Calenzana (Haute-Corse) • Vizzavona • Conca (Corse-du-Sud) |
| 21 | Du Havre au Tréport – le long des côtes normandes Dieppe • Le Havre • Étretat • Fécamp • Saint-Valery-en-Caux • Veules-les-Roses (Seine-Maritime) |
| 22 | De Paris au Mont-Saint-Michel – à partir de la banlieue parisienne Paris • Forêt de Rambouillet (Yvelines) • La Perrière (Orne) • Carrouges (Orne) • Bagnoles-de-l'Orne (Orne) • Mortain (Manche) • Avranches (Manche) • Le Mont-Saint-Michel (Manche) |
| 23 | De La Bouille à Tancarville Forêt de Brotonne • Vallée de la Seine |
| 25 | De Sotteville-lès-Rouen à Saint-Pierre-de-Varengeville Vallée de la Seine |

### GR numérotés de 26 à 50
| no  | Parcours |
| 26  | De Villennes-sur-Seine à Villers-sur-Mer Villennes-sur-Seine (Yvelines) • Villers-sur-Mer (Calvados) |
| 30  | De la Chaîne des Puys au Plomb du Cantal la chaîne des Puys (Puy-de-Dôme) • le Plomb du Cantal (Cantal) |
| 31  | De Sologne Mont-près-Chambord (Loir-et-Cher) • Cosne-Cours-sur-Loire (Nièvre) |
| 32  | De la vallée de la Seine à la vallée de la Loire Gare de Ponthierry - Pringy (Seine-et-Marne) • Milly-la-Forêt ( Essonne) • Malesherbes • Pithiviers (Loiret) • Orléans                                                            |
| 34  | De Vitré à Le Tour-du-Parc Vitré (Ille-et-Vilaine) • Saint-Brieuc (Côtes-d'Armor) • Morlaix (Finistère) • Brest (Finistère) • la presqu'île de Crozon • Douarnenez (Finistère) • la pointe du Raz (Finistère) • Lorient (Morbihan) |
| 34A | De Louannec à Gurunhuel Louannec • Gurunhuel (Côtes-d'Armor) |
| 34F | De Sainte-Anne-du-Portzic à Pont-Reun Plouzané (Finistère) • Lanildut (Finistère) |
| 35  | De Verneuil-sur-Avre à Seiches-sur-le-Loir Verneuil-sur-Avre (Eure) • Seiches-sur-le-Loir (Maine-et-Loire) |
| 36  | De Ouistreham à Bourg-Madame Ouistreham (Calvados) • Angoulême (Charente) • Cahors (Lot) • Albi (Tarn) • Carcassonne (Aude) • Bourg-Madame (Pyrénées-Orientales)                                                                   |
| 37  | De Vitré à Douarnenez Vitré (Ille-et-Vilaine) • Douarnenez (Finistère) |
| 38  | De Redon à Douarnenez Redon (Ille-et-Vilaine) • Douarnenez (Finistère) |
| 39  | Du Mont-Saint-Michel à Guérande Le Mont-Saint-Michel (Manche) • Rennes (Ille-et-Vilaine) • Guérande (Loire-Atlantique) |
| 40  | Tour des Volcans du Velay Vorey • Allègre • Siaugues-Sainte-Marie • Goudet • Les Estables • Le Pertuis (Haute-Loire) |
| 41  | De Tours à Mont-Dore Tours (Indre-et-Loire) • Farges-Allichamps • Mont-Dore (Puy-de-Dôme) |
| 42  | De Saint-Étienne au Grau-du-Roi Saint-Étienne (Loire) • Le Grau-du-Roi (Gard) |
| 43  | Du Col des Faïsses à Sainte-Eulalie (Lozère) |
| 44  | Des Vans à Champerboux Les Vans (Ardèche) • Champerboux (Lozère) |
| 46  | De Tours à Toulouse Tours (Indre-et-Loire) • Toulouse (Haute-Garonne) |
| 48  | D’Aixe-sur-Vienne à Chinon Aixe-sur-Vienne (Haute-Vienne) • Confolens (Charente) • Saint-Savin (Vienne) • Chinon (Indre-et-Loire)                                                                                                  |
| 49  | De Saint-Raphaël à Rougon Saint-Raphaël (Var) • Fréjus (Var) • Draguignan (Var) |
| 50  | De Saint-Michel-de-Chaillol (Hautes-Alpes) à Huez (Isère) |

### GR numérotés de 51 à 75
| no    | Parcours |
| 51    | Balcons de la Méditerranée de Menton à Marseille par St Jeannet • Gourdon • Grasse • Tanneron • Mandelieu • Théoule-sur-Mer • Saint-Raphaël • Col du Testanier • Le Muy • Grimaud • Cogolin • Gassin • La Croix-Valmer • Cavalaire-sur-Mer • Bormes-les-Mimosas • Collobrières • Puget-Ville • Belgentier • Le Revest-les-eaux • Ollioules • Evenos • La Cadière-d'-Azur • Ceireste • Cassis • Parc National des Calanques - Marseille • |
| 52    | Menton (Alpes-Maritimes) • le col du Berceau • le col du Razet • Sospel • Baisse de Linière • Pointe des Trois Communes • Baisse Cavaline • le refuge des Merveilles • Baisse du Basto • Madone de Fenestre • le torrent du Boréon • le col de Salèse • le col du Bam • Saint-Dalmas-Valdeblore (Alpes-Maritimes) |
| 52A   | Panoramique du Mercantour |
| 53    | Crête des Vosges Wissembourg • Niederbronn-les-Bains • La Petite-Pierre • Saverne • Schirmeck (Bas-Rhin) |
| 54    | Tour de l'Oisans et des Écrins Le Bourg-d'Oisans (Isère) |
| 55    | La Vanoise Tignes (Savoie) • Modane (Savoie) |
| 56    | Tour de l’Ubaye |
| 57    | Tour du Mont Thabor Névache (Hautes-Alpes) |
| 58    | Tour du Queyras |
| 59    | Des Vosges au Jura Bugey • Revermont • Ballon de Servance |
| 60    | De Montpellier à Saint-Chély-d'Aubrac Montpellier (Hérault) • Saint-Chély-d'Aubrac (Lozère) |
| 61    | D'Anduze au Col de l'Asclier Anduze • Saint-Julien-du-Gard • Col de l'Asclier |
| 62    | De Meyrueis (massif de l'Aigoual) à Conques - 182,5 km Millau • Saint-Beauzély • Bouloc (Lévézou) • Pont-de-Salars • Rodez • Saint-Cyprien-sur-Dourdou |
| 62A   | De Meyrueis (massif de l'Aigoual) au Causse Noir - 29 km |
| 62B   | De Rodez à Villefranche-de-Rouergue - 76 km par la vallée de l'Aveyron |
| 63    | D'Avignon au Col de Cabane Vieille Avignon • Uzès • Quissac • Col de Cabane Vieille |
| 64    | De Rocamadour aux Eyzies-de-Tayac-Sireuil Rocamadour (Lot) • Gourdon (Lot) • Domme (Dordogne) • Les Eyzies-de-Tayac-Sireuil (Dordogne) |
| 65    | Chemin de Saint-Jacques-de-Compostelle via Gebennensis + via Podiensis Genève (Suisse) • Le Puy-en-Velay (Haute-Loire) • Nasbinals (Lozère) • Conques (Aveyron) • Figeac (Lot) • Moissac (Tarn-et-Garonne) • Aire-sur-l'Adour (Landes) • Roncevaux (Espagne) |
| 66    | Tour du Mont Aigoual |
| 67    | Tour du pays cévenol |
| 68    | Tour du Mont Lozère le mont Lozère (Languedoc-Roussillon) |
| 69    | La Routo d'Arles à Borgo San Dalmazzo |
| 70    | Chemin de Stevenson du Puy-en-Velay (Haute-Loire) à Alès (Gard) par : Le Monastier-sur-Gazeille • Langogne (Lozère) • Florac • Saint-Jean-du-Gard (Gard) |
| 71    | De L'Espérou à Mazamet L'Espérou (Gard) • Mazamet (Tarn) |
| 71C/D | Tour du Larzac templier et hospitalier |
| 72    | Du Col du Bez à Barre-des-Cévennes le col du Bez (Ardèche) • Barre-des-Cévennes (Lozère) |

### GR numérotés de 76 à 100
| no  | Parcours |
| 76  | D’Arcenant à Affoux 76A : Arcenant (Côte-d'Or) à Cluny (Saône-et-Loire) 76B : Cluny à Affoux (Rhône) |
| 77  | Du Saut de Vézoles au Signal de l'Alaric Saut de Vézoles (Hérault) • Vélieux (Hérault) • Signal de l'Alaric (Aude) |
| 78  | De Carcassonne à Saint-Jean-Pied-de-Port (voie du Piémont) |
| 80  | De Port-Joinville à Port-Joinville (Tour de l'Île d'Yeu) |
| 86  | De Toulouse à Bagnères-de-Luchon Toulouse (Haute-Garonne) • Bagnères-de-Luchon (Haute-Garonne) |
| 89  | Chemin de Montaigne, de Lyon à Clermont-Ferrand Lyon (Métropole de Lyon) • Brussieu • Feurs • Boën-sur-Lignon • Saint-Didier-sur-Rochefort • Noirétable (Loire) • Thiers • Clermont-Ferrand (Puy-de-Dôme)                                                                                       |
| 90  | De Collobrières au Lavandou (GR 51) (Var) |
| 91  | De Saint-Nizier-du-Moucherotte (près de Grenoble) à Fontaine-de-Vaucluse (près de Cavaillon) Saint-Nizier-du-Moucherotte (Isère) • Fontaine-de-Vaucluse (Vaucluse) |
| 91B | Bédoin au sommet du mont Ventoux via le mont Serein |
| 93  | De Peyrus à La Roche-des-Arnauds Peyrus (Drôme) • La Roche-des-Arnauds (Hautes-Alpes) |
| 96  | Préalpes des Savoie |
| 97  | Tour du Luberon |
| 98  | De la madrague de Montredon (Marseille) au massif de la Sainte-Baume Callelongue • massif des Calanques (itinéraire commun avec le GR 51) • Cassis • col de Saint-Pilon (jonction avec le GR 9)                                                                                                 |
| 99  | Du Revest-les-Eaux (au nord de Toulon) aux Gorges du Verdon Signes (Var) • Quinson (Alpes-de-Haute-Provence) • Grand cañon du Verdon (jonction avec le GR 4) |
| 99A | D’Artigues à Saint-Paul-lès-Durance Artigues (Var) • Saint-Paul-lès-Durance (Bouches-du-Rhône) |
| 100 | ou « Les Chemins de la Guerre de Cent Ans » de Montluçon à Poitiers Montluçon (Allier) • ... • Huriel (Allier) • ... • Sainte-Sévère-sur-Indre (Indre) • ... • La Châtre (Indre) • ... • Sarzay (Indre) • ... • Le Blanc (Indre) • ... • Angles-sur-l'Anglin (Vienne) • ... • Poitiers (Vienne) |

### GR numérotés de 101 à 299
| no  | Parcours |
| 101 | Chemin de l'Ouest de Bigorre Maubourguet (Hautes-Pyrénées) • Lourdes (Hautes-Pyrénées) • Col de Saucède à la limite des Hautes-Pyrénées et des Pyrénées-Atlantiques                                                                                             |
| 105 | Chemin de la vallée d'Aure Lortet (Hautes-Pyrénées) • Hospice du Rioumajou (Hautes-Pyrénées) |
| 107 | Chemin des Bonshommes Foix (Ariège) • Berga (Catalogne) |
| 111 | Sentier de l’Essonne Milly-la-Forêt • Saint-Michel-sur-Orge (Essonne) |
| 120 | Tour du Parc Régional Boulonnais (Pas-de-Calais) Parc régional boulonnais (Pas-de-Calais) |
| 121 | De Wavre à Boulogne-sur-Mer Wavre (Belgique) • Bon-Secours • Marchiennes • Arras • Montreuil (Pas-de-Calais) • Boulogne-sur-Mer (France) |
| 122 | De Condé-sur-l'Escaut à Chappes Condé-sur-l'Escaut (Nord) • Le Quesnoy (Nord) • Landrecies (Nord) • Wassigny (Aisne) • Étréaupont (Aisne) • Parfondeval (Aisne) • Chaumont-Porcien (Aisne) • GR 12 . Au-delà de la frontière belge, vers Tournai et la Hollande |
| 123 | À travers la Picardie 7 vallées, Ponthieu, vallée de la Somme, Picardie et forêts, et vallée de l'Oise Mouriez (Pas-de-Calais, France) Lœuilly (Somme, France)                                                                                                  |
| 124 | De Cires-lès-Mello à Ailly-sur-Noye • Cires-lès-Mello (Oise) • Ailly-sur-Noye (Somme) |
| 125 | De Serans à Saint-Valery-sur-Somme Serans • Gisors • Milly-sur-Thérain • Blancfossé • Molliens-Dreuil • Saint-Valery-sur-Somme |
| 126 | ... • Escames • Senantes • Abbecourt • ... |
| 127 | De Dennebrœucq à Arras |
| 128 | De Wissant à Aix-la-Chapelle • Wissant (France) • Gand (Belgique) • Louvain (Belgique) • Maastricht (Pays-Bas) • Aix-la-Chapelle (Allemagne) |
| 129 | ... • Senantes • Saint-Germer-de-Fly • Saint-Pierre-es-Champs ... |
| 131 | Du Mont Beuvray à Issy-l'Évêque par Autun Mont Beuvray (Nièvre-Saône-et-Loire) • Autun (Saône-et-Loire) |
| 132 | De Griselles à Chaumot (liaison GR 13-GR 213) Griselles (Loiret) • La Selle-sur-le-Bied • Saint-Loup-de-Gonois • Courtemaux • Chantecoq • Saint-Hilaire-les-Andrésis • Courtenay • Piffonds (Yonne) • Chaumot                                                   |
| 137 | D’Autun à Nolay (liaison GR 13-GR 7) Autun • Le Creusot • Nolay |
| 142 | De Verzy (Marne) à Guise (Aisne) Verzy • Fismes (Marne)• Laon • Guise (Aisne) |
| 145 | La Via Francigena Relie Calais à Les Fourgs et se poursuit jusqu'à Rome |
| 169 | Le Tour de Lyon Relie Gare d'Irigny à Gare de Feyzin |
| 210 | De Dieppe à Rouen Dieppe • Offranville • Auffay • Montville • Rouen (Seine-Maritime) |
| 211 | De Veulettes-sur-Mer à Caudebec-en-Caux Veulettes-sur-Mer • Caudebec-en-Caux (Seine-Maritime) |
| 212 | De Sainte-Marguerite-sur-Mer à Duclair Sainte-Marguerite-sur-Mer • Duclair (Seine-Maritime) |
| 213 | De Pont-sur-Yonne à Saint-Georges-sur-Baulche Pont-sur-Yonne • Paron • Villeneuve-sur-Yonne • Joigny • Saint-Georges-sur-Baulche (Yonne) |
| 221 | De Coutances à Pont-d'Ouilly Coutances (Manche) • Cerisy-la-Salle (Manche) • Saint-Lô (Manche) • Le Bény-Bocage (Calvados) • Condé-sur-Noireau (Calvados) • Pont-d'Ouilly (Calvados)                                                                            |
| 222 | De Pont-de-l'Arche à Verneuil-sur-Avre Pont-de-l'Arche • Louviers • Évreux • Conches-en-Ouche • Verneuil-sur-Avre |
| 223 | De Honfleur au Mont-Saint-Michel – le long des côtes normandes Berville-sur-Mer • Le Mont-Saint-Michel |
| 224 | Chemin de la Vallée de la Risle Berville-sur-Mer • Pont-Audemer • Brionne • Beaumont-le-Roger • Rugles • Verneuil-sur-Avre |
| 225 | Saint-Germer-de-Fly • Sérifontaine • Saint-Sulpice • Ansacq |
| 226 | Condé-sur-Noireau • Cerisy-Belle-Étoile • Tinchebray |

### GR numérotés 300 et plus
| no   | Parcours |
| 300  | Chemin de Saint-Jacques en Bourbonnais Sancoins (Cher) (GR 654) • Le Veurdre (Allier) • Souvigny (Allier) • Chantelle (Allier) • Ébreuil (Allier) • Clermont-Ferrand (Puy-de-Dôme) • Issoire • Brioude • Le Puy-en-Velay (Haute-Loire)(GR 65) |
| 303  | Traversée du Bourbonnais Montcombroux-les-Mines • Jaligny-sur-Besbre • Moulins • Souvigny (GR 300) • Saint-Léopardin-d'Augy • Cérilly • Saint-Bonnet-Tronçais • Montluçon • Néris-les-Bains |
| 340  | Tour de Belle-Île-en-Mer |
| 341  | De Gurunhuel à Port-Louis Gurunhuel (Côtes-d'Armor) • Guingamp • Port-Louis (Morbihan) |
| 349  | Rhuys - Vilaine Damgan • Muzillac • Rieux |
| 351  | Vallée de la Blaise Dreux • Senonches |
| 353  | Vendôme - Blois (A)/Chaumont-sur-Loire (B) Vendôme • Selommes • Saint-Lubin-en-Vergonnois • Blois ou Chaumont-sur-Loire |
| 360  | Tour de la Saintonge |
| 364  | Traversée du Poitou La Roche-Posay • Poitiers • Vivonne • Lusignan • Bournezeau • Jard-sur-Mer |
| 380  | Tour des Monts d'Arrée les monts d'Arrée (Finistère) |
| 400  | Tour des Monts du Cantal (volcans d'Auvergne) Parc naturel des volcans d'Auvergne |
| 406  | Route Napoléon à pied Grasse • Castellane • Digne-les-Bains • Sisteron |
| 412  | Les Gorges de l'Allier (supprimé) Remplacé par le GR 470 |
| 420  | Tour du Haut-Vivarais boucle de Saint-Agrève (Ardèche) via Sagnes-et-Goudoulet • Le Cheylard • Vernoux-en-Vivarais |
| 422  | Sur les Pas de Charles IX et Catherine de Médicis Lyon • Crémieu • Roussillon • Romans-sur-Isère • Valence |
| 430  | Chemin de Saint Régis boucle du Puy-en-Velay (Haute-Loire) via Lalouvesc et retour au Puy-en-Velay |
| 441  | Tour de la Chaîne des Puys |
| 461  | De Montignac à Terrasson-Lavilledieu Montignac • Terrasson-Lavilledieu |
| 463  | Du GR 3 au GR 46 La Chabanne • Ferrières-sur-Sichon • Vichy • Gannat • Ébreuil (GR 300) • Néris-les-Bains (GR 303) • Évaux-les-Bains |
| 470  | Sentier du Haut Allier Brioude • Prades • Langogne • Le Moure de la Gardille • La Bastide-Puylaurent |
| 480  | De Turenne aux Gorges de la Cère Turenne (Corrèze) • Collonges-la-Rouge • Curemonte • Gorges de la Cère |
| 510  | De Breil-sur-Roya à Saint-Cézaire-sur-Siagne – Sentier des huit vallées Breil-sur-Roya (Alpes-Maritimes) • Sospel • Le Suquet d'Utelle • Pont de (Tournefort • Moulin de Rigaud • Puget-Théniers • Roquestéron • Saint-Cézaire-sur-Siagne |
| 531  | De Soultz-sous-Forêts à Leymen – De l'outre-forêt au jura alsacien Soultz-sous-Forêts (Bas-Rhin) • Niederbronn-les-Bains • Saverne • Oberhaslach • Col du Calvaire • Munster (Haut-Rhin) • Kruth • Leymen |
| 532  | De Wœrth à Belfort Wœrth (Bas-Rhin) • La Petite-Pierre • Phalsbourg • Schirmeck • Villé • Turckheim (Haut-Rhin) • Saint-Amarin • Masevaux • Belfort (Territoire de Belfort) |
| 533  | De Sarrebourg à Belfort – Le versant Ouest des Vosges Sarrebourg (Moselle) • Moyenmoutier (Vosges) • Saint-Dié-des-Vosges • La Bresse • Saint-Maurice-sur-Moselle • Planche des Belles Filles • Belfort (Territoire de Belfort) |
| 549  | De Vizille à L'Alpe d'Huez (déclassé) Remplacé par le GR 738 |
| 559  | De Lons-le-Saunier à Les Rousses Lons-le-Saunier • Châtillon • Marigny • Abbaye du Grandvaux • Les Rousses |
| 590  | Entre Loue et Lison au Pays de Courbet |
| 595  | De Besançon à Maisons-du-Bois-Lièvremont |
| 620  | De Inières à Saint-Côme-d'Olt - 45,5 km |
| 636  | De Monbazillac à Lacapelle-Biron Monbazillac • Castillonnès • Monflanquin • Lacapelle-Biron |
| 646  | De Saint-Mesmin (Dordogne) à Port-Sainte-Foy-et-Ponchapt - Traversée du Périgord Saint-Mesmin • Périgueux • Montpon-Ménestérol • Port-Sainte-Foy-et-Ponchapt |
| 651  | De Béduer (Lot) à Bouziès Béduer • Marcilhac-sur-Célé • Bouziès |
| 652  | De Laroquebrou à La Romieu (vallée de la Cère) Laroquebrou (Cantal) • La Romieu (Gers) |
| 653  | Le chemin d’Arles, ou via Tolosana Arles (Bouches-du-Rhône) • Montpellier • Lodève • Castres • Toulouse • Auch • Maubourguet • Oloron-Sainte-Marie • le col du Somport • Puente la Reina (Espagne, où l'on rejoint les autres chemins de Saint-Jacques-de-Compostelle) |
| 653A | Via Aurelia Menton • Fréjus • Saint-Maximin-la-Sainte-Baume • Aix-en-Provence • Arles |
| 653D | Via Domitia Montgenèvre • Sisteron • Forcalquier • Apt • Avignon • Arles |
| 654  | Chemin de Saint-Jacques (emprunte une partie de la via Lemovicensis) Namur • Reims • Vézelay • Nevers • Limoges • Périgueux • Montréal-du-Gers |
| 655  | Le chemin de Tours • Belgique • Paris • Tours • vers Saint-Jacques-de-Compostelle (variantes 655 OT par Chartres et 655 ET par Tours) |
| 670  | Sentier historique Chemin Urbain V Nasbinals (Lozère) • Avignon à travers l'Aubrac, les Cévennes, les Causses et la vallée du Gardon |
| 700  | Chemin de Régordane Le Puy-en-Velay (Haute-Loire) • Saint-Gilles-du-Gard (Gard) , à travers l'Auvergne et les Cévennes |
| 703  | Sentier historique de Jeanne d'Arc Domrémy-la-Pucelle (Vosges) • Chinon (Indre-et-Loire), à travers la Champagne, la Bourgogne et la région Centre-Val de Loire |
| 714  | De Bar-le-Duc à Dombrot-le-Sec Gondrecourt-le-Château (Meuse) Domrémy-la-Pucelle • Contrexéville • Vittel (Vosges) - SGR de liaison entre le GR 14 et le GR 7 |
| 736  | Sentier des gorges et de la vallée du Tarn Villefort (Lozère) • Albi (Tarn) |
| 738  | Haute Traversée de Belledonne Val-d'Arc (Savoie) • Vizille (Isère) |
| 765  | Sentier vers Saint-Jacques de Compostelle, de Cluny et Lyon vers le Puy-en-Velay |
| 782  | De Lourdes à Artiguelouve Lourdes (Hautes-Pyrénées) • Saint-Vincent (Pyrénées-Atlantiques) • Ousse • Bizanos • Pau • Billère • Artiguelouve |
| 787  | De Saint-Gervais-sur-Mare à Capestang Saint-Gervais-sur-Mare • Le Poujol-sur-Mare • Cessenon-sur-Orb • Puisserguier • Capestang |
| 800  | Au fil de la Somme Saint-Quentin (Aisne) • Ham (Somme) • Péronne • Bray-sur-Somme • Corbie • Amiens • Abbeville • Saint-Valery-sur-Somme |
| 2013 | Milieu périurbain de Marseille Vitrolles (Bouches-du-Rhône) • Saint-Victoret • Marignane • Châteauneuf-les-Martigues • Martigues • Port-de-Bouc • Saint-Mitre • Istres • Miramas • Grans • Salon-de-Provence • Pélissanne • Lançon • Berre • La Fare-les-Oliviers • Berre • Velaux • Rognac • Cabriès • Les Pennes Mirabeau • Septèmes • Marseille • La Penne-sur-Huveaune • Aubagne • Gémenos • Plan-d'Aups-Sainte-Baume • Auriol • Roquevaire • Allauch • Peypin • Cadolive • Saint-Savournin • Mimet • Gardanne • Meyreuil • Le Tholonet • Beaurecueil • Aix-en-Provence |

### GR transfrontaliers France-Espagne
| no  | Parcours                                        |
| T01 | Hendaye – Irun                                  |
| T02 | Ciboure – Endarlatxa                            |
| T08 | Irau – Errozate                                 |
| T09 | Okabe – Col Oraate                              |
| T10 | Chalets d'Iraty – Col Leherra                   |
| T11 | Holzarte – Col d'Urthuru                        |
| T12 | Sainte-Engrâce – Col Erainze                    |
| T13 | Cazette – Col d'Anaye                           |
| T22 | Arrens-Marsous – Port de la Peyre Saint-Martin  |
| T30 | Gavarnie – Port de Boucharo                     |
| T51 | Mines de Bentaillou – Port de la Hourquette     |
| T53 | Fontaine Rouge – Port d'Orle                    |
| T54 | Port de Barlonguère – Passage de la Lègne       |
| T55 | Pla de la Lau – Col de la Pale de la Clauère    |
| T56 | Étang d'Areau – Port d'Aula                     |
| T57 | Couflens – Port de Salau                        |
| T58 | Saint-Lizier-d'Ustou- Port de Marterat          |
| T59 | Layte – Port de Couillac                        |
| T60 | Marc – Port de l'Artigue                        |
| T61 | L'Artigue – Port de Sullo                       |
| T62 | Mounicou – Port de Bouet                        |
| T63 | Mounicou – Port de Rat                          |
| T64 | Pont de la Peyre – Port de l'Albeille           |
| T65 | Siguer – Port de Siguer                         |
| T66 | Laparan – Port de Fontargente                   |
| T67 | Estagnol – Col de Juclar                        |
| T68 | L'Hospitalet – Col de l'Albe et coll dels Clots |
| T71 | Latour-de-Carol – Guils de Cerdanya             |
| T73 | Err – Coll de Finestrelles                      |
| T74 | Eyne – Coll de Nuria                            |
| T75 | Refuge du Ras de la Carançà – Coll de Carança   |
| T76 | Mantet – Portella de Mantet                     |
| T77 | Coll de Mentet – Coll del Pal                   |
| T78 | Prats-de-Mollo-la-Preste – Coll del Pal         |
| T83 | Prats-de-Mollo-la-Preste – Coll de Malrems      |
| T89 | Saint-Martin-de-l'Albère – Coll Forcat          |
| T91 | Banyuls-sur-Mer – Coll dels Belitres            |

### GR d'outre-mer numérotés
| no  | Parcours |
| G1  | Trace des Alizés (Guadeloupe) Traversée de Grande-Terre du nord au sud en 7 étapes                                |
| NC1 | Tour du sud de la Grande Terre (Nouvelle-Calédonie) Traversée en six étapes des paysages allant de Prony à Dumbéa |
| M1  | (Martinique) Du Prêcheur à Balata par la montagne Pelée et les pitons du Carbet                                   |
| R1  | Tour du Piton des Neiges (Île de La Réunion) Traversée des trois cirques naturels des Hauts de La Réunion         |
| R2  | La Traversée de l'île de La Réunion Traversée de La Réunion du nord au sud (ou inversement) en 15 jours           |
| R3  | Le Tour du Cirque de Mafate (Île de La Réunion)                                                                   |

### GR non numérotés
| no                                  | Parcours |
| GTM                                 | Grande Traversée du Mercantour, |
| GTJ                                 | Grande traversée du Jura Mandeure (Doubs département |
|                                     | Chemin de Saint-Guilhem-le-Désert D'Aumont-Aubrac (Lozère) • Nasbinals • La Canourgue • Sainte-Enimie • Meyrueis • Le Vigan (Gard) • Saint-Maurice-Navacelles (Hérault) • Saint-Guilhem-le-Désert                    |
| BL                                  | Balcon du Léman Genève (Suisse) • Chaumont (Haute-Savoie) • le col du mont Sion • La Muraz • Lucinges • le col de Cou (Habère-Poche, Haute-Savoie) • Chevenoz • Bernex • Novel (Haute-Savoie) • Le Bouveret (Suisse) |
| HRP                                 | Haute Randonnée Pyrénéenne, il existe aussi le Trek des Pyrénées. |
| Sentier du littoral Nord-Atlantique | Sentier du littoral Nord-Atlantique De Basse-Pointe au Robert en 6 étapes |
|                                     | Tour du Cézallier |
| TGV                                 | Tour des Glaciers de la Vanoise |
| TMB                                 | Tour du Mont-Blanc |